# Egon Koling
Egon Koling (* April 1935) ist ein deutscher Kommunalpolitiker (CDU) und Kulturmanager. Er war von 1999 bis 2003 Bürgermeister der Stadt Greven im Münsterland. Zuvor war er Geschäftsführer der Grevener Stadtwerke. Von 2006 bis 2020 war er Vorsitzender der Grevener Kulturinitiative (KI).

## Leben

### Beruflicher und politischer Werdegang
Egon Koling wurde im April 1935 geboren und nach längerer beruflicher technisch-betriebswirtschaftlicher Laufbahn in den 1990er Jahren zum Geschäftsführer der Grevener Stadtwerke, einem Tochterunternehmen der Stadt Greven, berufen. Bei der Kommunalwahl 1999 kandidierte Koling schließlich auf Vorschlag der CDU, deren Mitglied er ist, bei der in Nordrhein-Westfalen nach einer Kommunalreform erstmals durchgeführten Direktwahl für das Amt des hauptamtlichen Bürgermeisters der Stadt. Dabei setzte er sich am 26. September 1999 in einer Stichwahl mit 52,8 Prozent der gültigen Stimmen gegen seinen Mitbewerber von der SPD, den amtierenden, vier Jahre zuvor vom Rat gewählten hauptamtlichen Bürgermeister Rudolf Steingrube, durch. Als erster direkt gewählter hauptamtlicher Bürgermeister Grevens war Koling Repräsentant der Stadt, Vorsitzender im Rat und Verwaltungschef. Damit leitete er eine Verwaltung mit bis zu 300 Mitarbeitern. Er trat sein Amt am 1. Oktober 1999 an und führte wesentliche Projekte seines Amtsvorgängers wie etwa den Umbau der ehemaligen Grevener Baumwollspinnerei zum neuen Kulturzentrum GBS fort. Weitere Themen waren die Weiterentwicklung der Schulen und der Innenstadt. Unter anderem wurde in seiner Amtszeit der Umbau der zentralen Kreuzung Grevens zwischen neuer Münsterstraße, König- und Rathausstraße sowie der Straße An der Martinischule von einer gefährlichen, mit langen Wartezeiten verbundenen Ampelkreuzung zu einem modernen Kreisverkehr, dem heute städtebaulich prägenden Völkerballkreisel im Stadtzentrum, realisiert. Auch die hohe Verschuldung und die dadurch nötigen Maßnahmen zur Haushaltskonsolidierung waren Themen seiner Amtszeit, nach deren Ende sich die Stadt Greven allerdings von 2003 bis 2013 zehn Jahre lang durchgehend in der sogenannten Haushaltssicherung und damit unter der verschärften Kontrolle der Kommunalaufsichtsbehörde des Kreises Steinfurt befand. Rathausintern galt Koling als fleißiger, arbeitsfreudiger und zudem sehr redseliger Verwaltungschef.
Am 30. April 2003 endete Kolings Amtszeit als Bürgermeister vorzeitig aus gesetzlichen Gründen, da er in jenem Monat das 68. Lebensjahr vollendete und damit die damals in NRW geltende Altersgrenze für Bürgermeister als kommunale Wahlbeamte erreichte. Zu seinem Nachfolger wurde am 11. Mai 2003 der Jurist Olaf Gericke (CDU) gewählt.
Nach Ende seiner Amtszeit als Bürgermeister engagierte sich Koling ab 2003 für einige Jahre weiter politisch als Vorsitzender des CDU-Ortsvereins Reckenfeld im gleichnamigen Grevener Stadtteil an der Grenze zum benachbarten Emsdetten, dem Wohnort Egon Kolings vor, während und nach seiner Zeit als Grevener Bürgermeister. Von 2003 bis 2018 engagierte er sich zudem als Vorsitzender des DRK-Ortsvereins Greven.

### Kulturmanagement
2006 übernahm Koling das Amt des Vorsitzenden der Grevener Kulturinitiative (KI), einem von der Stadt mitfinanzierten Verein zur Förderung des kulturellen Lebens, der insbesondere im Kulturzentrum GBS, aber auch auf der Open-Air-Fläche Greven an die Ems regelmäßig Kulturveranstaltungen aus Kabarett, Jazz, Pop, Chanson sowie Klassikkonzerte, Kunstausstellungen und ähnliches organisiert. Als Koling die Führung des als gemeinnütziger eingetragener Verein (e.V.) organisierten Kulturveranstalters übernahm, war dieser mit mehr als 30.000 Euro hoch verschuldet und stand kurz vor dem Konkurs. In den Folgejahren sanierte der neue Vorstand unter der Führung des Altbürgermeisters den Verein nachhaltig. Unter anderem führte Koling als Kulturmanager eine verlässliche Buchhaltung, Controlling und ein transparentes Protokollwesen ein und lagerte Verwaltungsarbeit an das professionelle Greven Marketing, den offiziellen Stadtmarketing-Anbieter in Greven, aus. Auch steigerte er die Einnahmen durch verbessertes Sponsoring und durch attraktivere, durch mehr Besucher frequentierte Veranstaltungen wie die Programme bekannter Kabarettisten wie Volker Pispers oder Musiker wie Konstantin Wecker. Unter Kolings Leitung etablierte die KI ferner mit einem neu geschaffenen Klassik-Open-Air in den Emsauen während der Sommermonate eine neue, regional wahrgenommene Großveranstaltung in Greven. Erst im Herbst 2020 gab Koling sein Amt als KI-Vorsitzender und Grevener Kulturmanager im Alter von 85 Jahren nach 14-jähriger Amtszeit ab.

### Privates
Koling ist verwitwet und lebte bis zu deren Tod im Jahr 2023 mit seiner Frau Ingrid in Emsdetten.